# Jana Žel
Jana Žel, slovenska biologinja, rastlinska fiziologinja in biotehnologinja, * 7. februar 1958, Ljubljana.

## Življenje in delo
Diplomirala je 1981 iz biologije na ljubljanski Biotehniški fakulteti in prav tam leta 1990 tudi doktorirala. Leta 1981 se je zaposlila na Nacionalnem inštitutu za biologijo v Ljubljani kjer je v letih 1995−2000 vodila oddelek za fiziologijo in biotehnologijo. Njeno raziskovalno delo se je začelo na mikorizi pod mentorstvom Nade Gogala, zlasti v povezavi z aluminijem (diploma in doktorska naloga). Magistrsko delo in delo po doktorski nalogi je bilo osredotočeno na rastlinske tkivne kulture, od mikropropagacije težavnih rastlin do raziskav vplivov hormonov na organogenezo različnih rastlinskih vrst v tkivnih kulturah in protoplastih. Delo se je nadaljevalo v smeri transformacije rastlin in produkcije sekundarnih metabolitov, sedaj pa je večinoma usmerjeno v določanje gensko spremenjenih organizmov in gensko transformacijo rastlin. Je znanstvena svetnica in profesorica na ljubljanski BF. Sama ali v soavtorstvu objavlja znanstvene in strokovne članke.

## Nagrade
Leta 1989 je s soavtorji prejela nagrado Sklada Borisa Kidriča za pomembne raziskovalne dosežke na področju raziskav regulacije rasti in razvoja rastlin.
Leta 2000 je skupaj s sodelavci prejela Jesenkovo priznanje.